# Moradellihaus

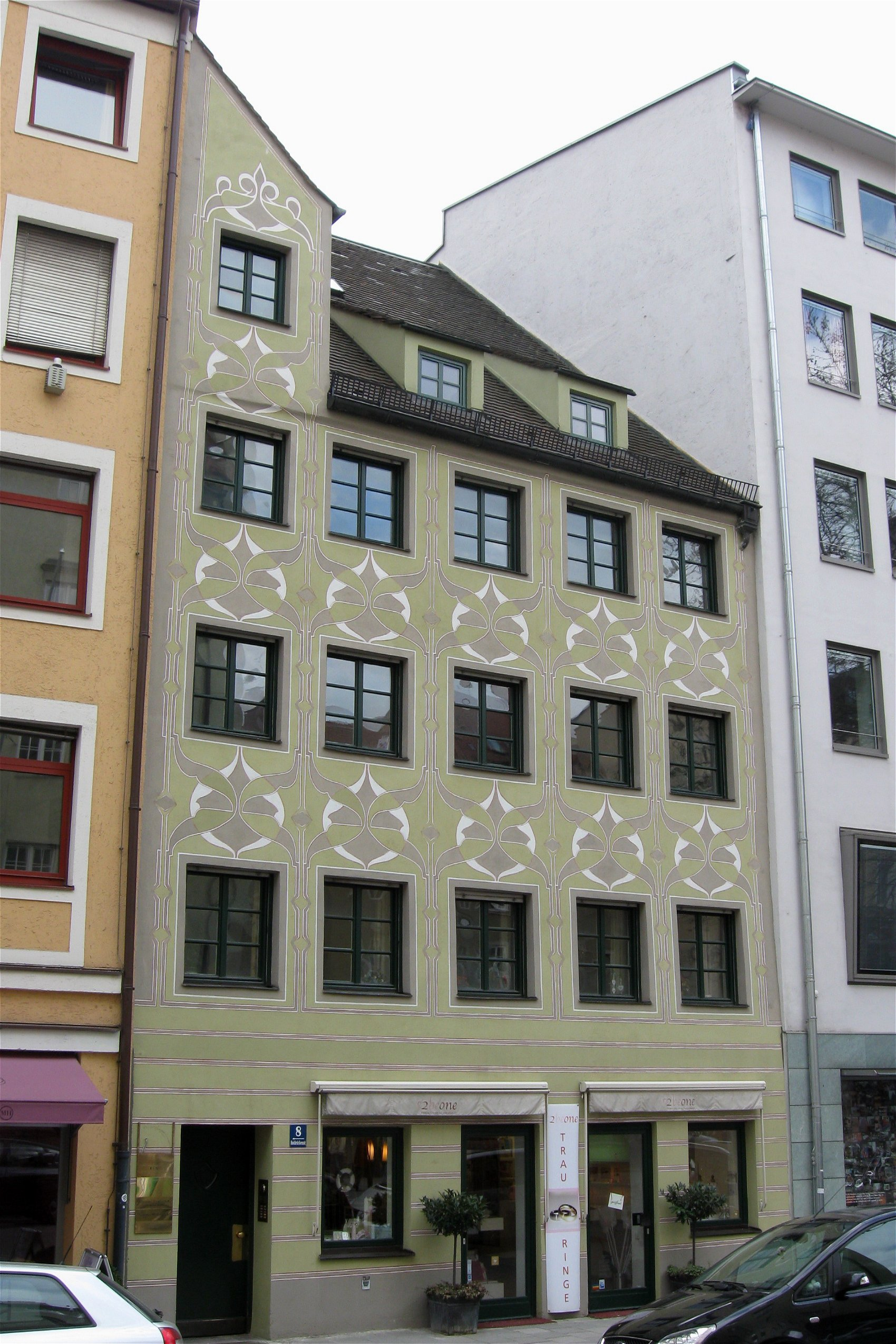
Moradellihaus

Das Moradellihaus in München ist ein Bürgerhaus aus dem 17. Jahrhundert. Nach den Zerstörungen des Zweiten Weltkriegs wurde es von Erwin Schleich rekonstruiert. Das Gebäude ist als Baudenkmal in die Denkmalliste des Freistaats Bayern eingetragen.

## Lage
Das Moradellihaus liegt in der Hochbrückenstraße 8 im Graggenauer Viertel in der Münchner Altstadt. Hier floss früher der Kaltenbach oder Katzenbach, einer der inneren Münchner Stadtbäche.

## Geschichte
An der Stelle des heutigen Hauses ist bereits im Stadtmodell Münchens von Jakob Sandtner aus dem Jahre 1570 ein zweigeschossiges Gebäude mit fünf Fensterachsen und einer Toreinfahrt in der Mitte dargestellt. Im 17. Jahrhundert wurde das Gebäude auf vier Stockwerke aufgestockt, ein weiterer Umbau erfolgte in der Mitte des 18. Jahrhunderts. 
1838 ging das Haus in das Eigentum der Familie Moradelli über, der es seinen heutigen Namen verdankt. 
Im Zweiten Weltkrieg wurde das Haus beschädigt und verfiel danach weiter. Erst 1969 wurde es von Erwin Schleich grundlegend saniert und rekonstruiert. Hermann Kaspar entwarf die Bemalung der Fassade.

## Beschreibung
Das traufständige Gebäude ist vierstöckig mit fünf Fensterachsen. Es hat ein steiles Satteldach und eine Halbgiebelgaube (in München Ohrwaschel genannt), wie sie für Altmünchner Bürgerhäuser typisch war, auf der linken Seite. Auch der Eingang befindet sich heute auf der linken Seite.
Das Gebäude hat einen Innenhof, der an drei Seiten von Holzbalkonen umgeben ist.